# Kōji Morooka
Kōji Morooka (師岡宏次, Morooka Kōji, 1914-1991) est un photographe japonais.